# ليندا لوري (كاتبة)
ليندا لوري (بالإنجليزية: Linda Lowery)‏ (16 يونيو 1949)؛ روائية أمريكية. درست في جامعة دي بول.